# Фінн Тветер
Фінн Тветер (норв. Finn Tveter, 19 листопада 1947 — 30 липня 2018) — норвезький академічний веслувальник.
Срібний призер Олімпійських Ігор 1976 року в складі розпашної четвірки без стернового, учасник 1972 року.
Бронзовий призер Чемпіонату світу 1970 року в складі розпашної четвірки зі стерновим.